# Vesna Fabjanová
Vesna Fabjanová (* 13. března 1985, Kranj, Jugoslávie), je bývalá slovinská běžkyně na lyžích specializující se především na sprinty. Je bronzovou olympijskou medailistkou ze sprintu ze Zimních olympijských her 2014 v ruském Soči. Ve Světovém poháru závodila v letech 2005 až 2020, zaznamenala 2 vítězství a celkem pět pódiových umístění, většinou v individuálním sprintu.